# Romance de 30
Chama-se de romance de 30 ou neorrealismo, a produção ficcional brasileira de inspiração realista produzida a partir de 1928, ano de publicação de A bagaceira, de José Américo de Almeida, que inaugura o referido ciclo.
Em função do predomínio da temática rural, generalizou-se também o conceito de romance regionalista para indicar os relatos da época, apesar de alguns romances urbanos fazerem parte do mesmo período.
As características comuns aos romances de 30 são a verossimilhança, o retrato direto da realidade em seus elementos históricos e sociais, a linearidade narrativa, a tipificação social (indivíduos que representam classes sociais) e a construção ficcional de um mundo que deve dar a ideia de abrangência e totalidade. Características muito semelhantes às do Realismo machadiano, com o acréscimo do regionalismo e das conquistas modernistas de introspecção e liberdade linguística.
A década foi marcada também por um impressionante florescimento de estudos sobre a sociedade brasileira, com destaque especial para Casa-grande e senzala (1933), de Gilberto Freyre.
Quanto à temática, os romancistas de então enfatizam as questões sociais e ideológicas. É uma época de efervescência política no país e no mundo: no Brasil Getúlio Vargas assume depois de uma revolução e inauguraria o Estado Novo, enquanto o mundo vive o período entre-guerras e assiste à ascensão do socialismo na União Soviética. O escritor, ao invés de pegar em armas, usa a ficção, a descrição e o romance como forma de denunciar as desigualdades e injustiças.

## Alguns romances do período
- 1928: A Bagaceira, de José Américo de Almeida (PB)
- 1930: O Quinze, de Rachel de Queiroz (CE)
- 1934: S. Bernardo, de Graciliano Ramos (AL)
- 1934: Banguê, de José Lins do Rego (PB)
- 1935: Caminhos Cruzados, de Érico Veríssimo (RS)
- 1936: Mar Morto, de Jorge Amado (BA)
- 1937: Capitães da Areia, de Jorge Amado (BA)
- 1938: Vidas Secas, de Graciliano Ramos (AL)